# Robert S. Brookings
Robert Somers Brookings (né le 22 janvier 1850 dans le comté de Cecil dans le Maryland, mort le 15 novembre 1932 à Washington, D.C.) est un philanthrope et homme d'affaires américains connu pour son soutien à l'université Washington de Saint-Louis et pour être le fondateur de la Brookings Institution.

## Biographie
Brookings est né le 22 janvier 1850 et a grandi près de Baltimore dans le Maryland. À l'âge de 17 ans, il s'installe à Saint-Louis dans le Missouri où il rejoint son frère employé de la firme Cupples & Marston, grossistes en biens ménagers. En 1872, les deux frères deviennent partenaires de cette société qui prospère sous leur direction.

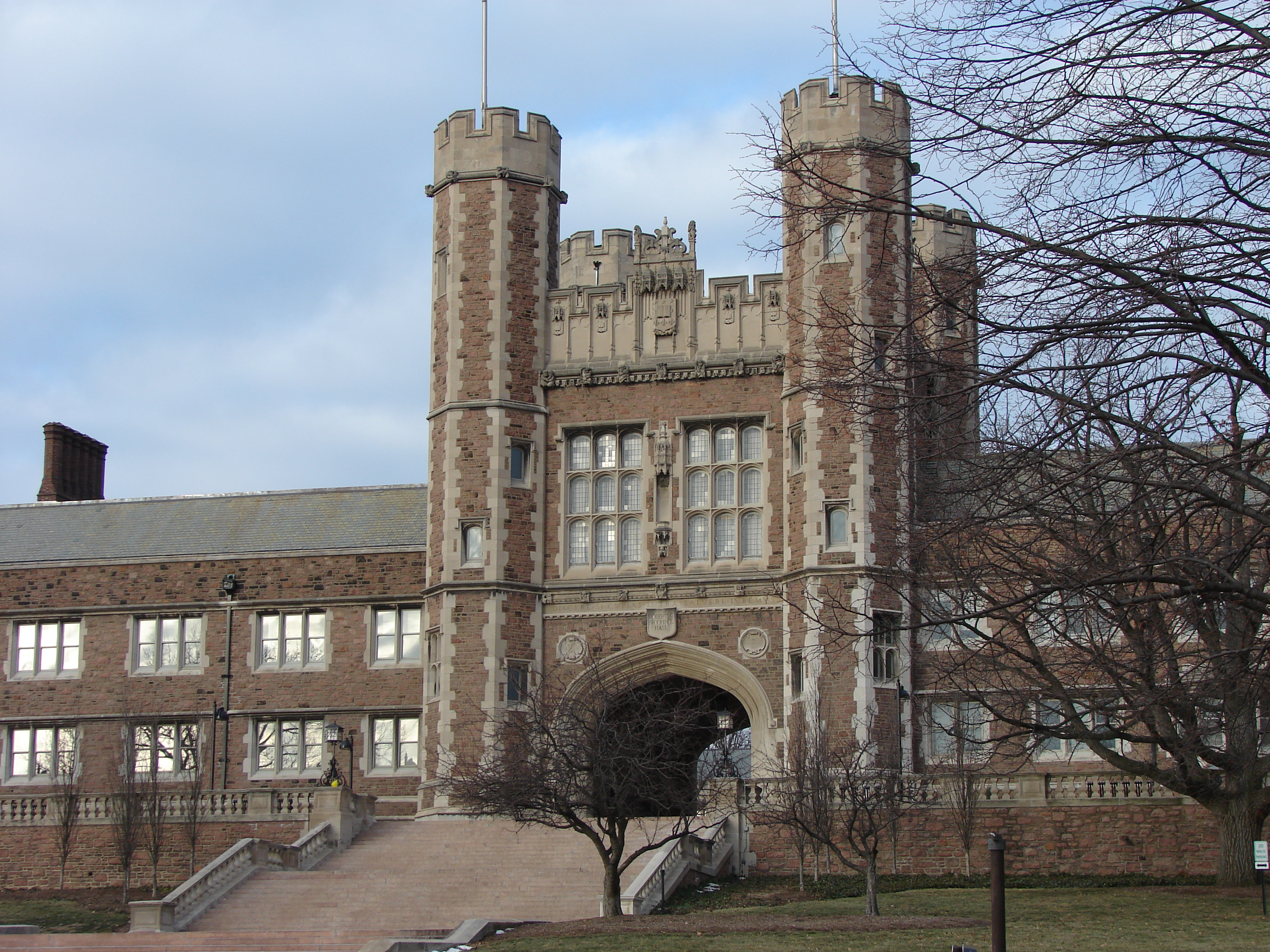
Brookings Hall, Washington University, Saint-Louis, Missouri.

En 1895, Brookings, financièrement aisé décide de se retirer du management quotidien pour se consacrer à des activités philanthropiques et charitable. Il devient président du bureau des trustees de l'université Washington de Saint-Louis, poste qu'il occupera jusqu'à sa mort. Il donnera en tout 5 millions de dollars à cette institution. Le bâtiment administratif de cette université a été nommé en son honneur Brookings Hall.
En 1916, Robert Brookings crée l'Institute for Government Research, une organisation indépendante vouée à l'étude de la politique. Il créera plus tard, un Institut d'économie et une école de politique publique. En 1927, ces trois entités seront fusionnées pour devenir la Brookings Institution, qui demeure un des principaux think tanks des États-Unis
En 1917, Le président Woodrow Wilson nomme Brookings au War Industries Board, et plus tard président du Comité de fixation des prix. À cette fonction, il assurait la liaison entre le gouvernement et les différentes industries. Brookings a reçu la Distinguished Service Medal, la croix de chevalier de la Légion d'honneur française et a été fait membre de l'Ordre de la couronne d'Italie pour son travail durant la Première Guerre mondiale.
Il est mort le 15 novembre 1932 à Washington, D.C. et est enterré au cimetière Bellefontaine de Saint-Louis.

## Publications
- Industrial Ownership (1925)
- Economic Democracy (1929)
- The Way Forward (1932)

## Distinctions
- Distinguished Service Medal
- Chevalier de la Légion d'honneur